# NGC 5900
NGC 5900 ist eine 14,1 mag helle Spiralgalaxie vom Hubble-Typ Sc im Sternbild Bärenhüter und etwa 118 Millionen Lichtjahre von der Milchstraße entfernt. 
Sie wurde am 9. April 1787 von Wilhelm Herschel mit einem 18,7-Zoll-Spiegelteleskop entdeckt, der sie dabei mit „eF, cS“ beschrieb.